# Sīrkāzhi
Sīrkāzhi är en ort i Indien.   Den ligger i distriktet Nagapattinam och delstaten Tamil Nadu, i den södra delen av landet, 2 000 km söder om huvudstaden New Delhi. Sīrkāzhi ligger 12 meter över havet och antalet invånare är 33 100.
Terrängen runt Sīrkāzhi är mycket platt. Runt Sīrkāzhi är det tätbefolkat, med 636 invånare per kvadratkilometer. Närmaste större samhälle är Mayiladuthurai, 17,3 km sydväst om Sīrkāzhi. Trakten runt Sīrkāzhi består till största delen av jordbruksmark.